# 甘肃翠雀花
甘肃翠雀花（学名：Delphinium kansuense）为毛茛科翠雀属的植物，为中国的特有植物。分布于中国大陆的甘肃等地，生长于海拔3,000米的地区，多生长在山地，目前尚未由人工引种栽培。

## 异名
- Delphinium kansuense W. T. Wang var. villosiusculum W. T. Wang et M. J. Warnock